# Toni Bürgler
Toni Bürgler (Svitto, 17 agosto 1957) è un ex sciatore alpino svizzero.

## Biografia
Discesista puro originario di Rickenbach di Svitto, è fratello di Thomas, a sua volta sciatore alpino, e padre dell'hockeista su ghiaccio Dario; in Coppa del Mondo Bürgler ottenne il primo piazzamento di rilievo il 16 dicembre 1978 sulla Saslong della Val Gardena, piazzandosi 4º, e colse il primo successo, nonché primo podio, il 14 gennaio 1979 sulle nevi di Crans-Montana. Ai XIII Giochi olimpici invernali di Lake Placid 1980, sua unica presenza olimpica, non completò la prova.
Il 24 gennaio 1981, sull'impegnativo tracciato della Lauberhorn di Wengen, ottenne la sua seconda e ultima vittoria in Coppa del Mondo; il 6 dicembre dello stesso anno conquistò l'ultimo podio, piazzandosi 3º a Val-d'Isère dietro a Franz Klammer e Peter Müller. Partecipò ai Mondiali di Schladming 1982 concludendo 8º; l'ultimo piazzamento della sua attività agonistica fu il 12º posto ottenuto nello slalom gigante di Coppa del Mondo disputato ad Adelboden il 14 gennaio 1984.

## Palmarès

### Coppa del Mondo
- Miglior piazzamento in classifica generale: 19º nel 1979
- 3 podi (tutti in discesa libera):
  - 2 vittorie
  - 1 terzo posto

#### Coppa del Mondo - vittorie
| Data            | Località      | Paese    | Specialità |
| --------------- | ------------- | -------- | ---------- |
| 14 gennaio 1979 | Crans-Montana | Svizzera | DH         |
| 24 gennaio 1981 | Wengen        | Svizzera | DH         |

Legenda:

DH = discesa libera

### Campionati svizzeri
- 1 medaglia (dati parziali, dalla stagione 1980-1981):
  - 1 oro (discesa libera[senza fonte] nel 1981)